# Germain Habert
Germain Habert de Cérisy, nacido hacia 1610 en París donde también murió en mayo de 1654. Fue un eclesiástico y poeta francés, abad de Saint-Vigor. Miembro de la Academia Francesa desde su fundación en 1634, en la que ocupó el asiento número 12.

## Datos biográficos
Primo de Henri Louis Habert de Montmor; hermano de Philippe Habert y como él, académico y amigo de Valentin Conrart, capellán real y abad de Cerisy. Los Tres Habert, como sus coetáneos los conocieron, pertenecieron al grupo conocido como los Ilustres Pastores que cultivaron la poesía en los campamentos de las riveras del río Sena en los inicios del siglo XVII. 
Autor de la biografía del cardenal de Bérulle (1646), de salmos: Livre des Psaumes (1663 y 1665) y de poemas de los cuales el más conocido es Phyllidis oculi in astra metamorphosis o la Métamorphose des yeux de Philis en astres (1677).
Voltaire dijo refiriéndose a él: perteneció a la época en que la aurora del buen gusto y la Academia Francesa fueron establecidos. Su Métamorphose des yeux de Philis en astres, poema de 1639, fue considerado una obra maestra, y no dejó de parecerlo hasta en tanto los buenos autores llegaron.....
Richelieu le encargó hacer la crítica del Cid de Pierre Corneille que realizó magistralmente.

## Madrigal
Quand je voy vos beaux yeux si brillans et si doux,
Qui n'ont plus désormais rien à prendre que vous,
Leur éclat m'est suspect, et pour vous j'appréhende.
Souvent ce riche don est chérement vendu :
Je sçay que ma beauté ne fut jamais si grande,
Et pourtant chacun sçait comme elle m'a perdu.